# 哥斯達黎加護照
哥斯達黎加護照（西班牙語：Pasaporte costarricence）是哥斯達黎加公民前往國外旅行的必要文件。它核發給所有哥斯達黎加公民（根據屬地原則，包括在哥斯達黎加出生的人，也包括哥斯達黎加公民在國外生下的孩子）。
根据2025年1月8日发布的亨利护照指数，哥斯达黎加护照可免签证、落地签证或电子签证入境151个国家和地区，位居世界第29，与毛里求斯护照并列。

## 簽證要求

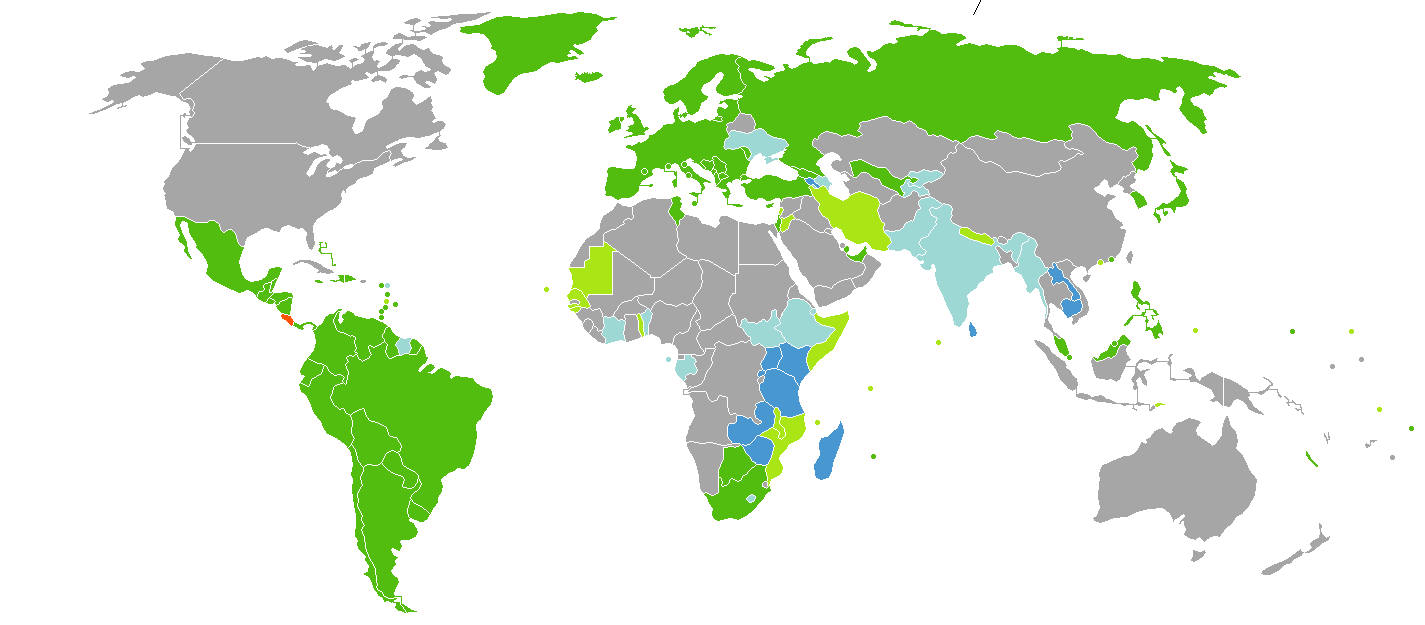
哥斯達黎加公民簽證要求
哥斯達黎加
無需簽證
落地簽證
電子簽證或落地簽
電子簽證
需要簽證

## 歷史

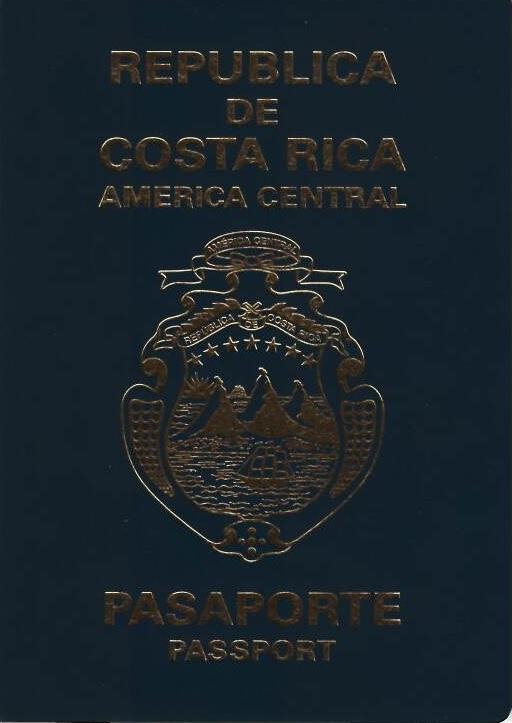
2017年簽發的哥斯大黎加護照
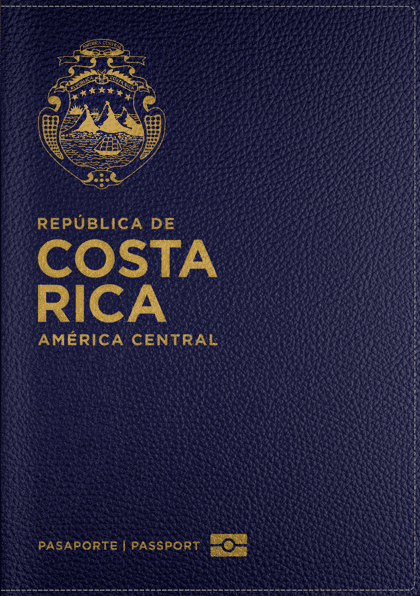
於2022年簽發的新版護照